# لیلا بومن
لیلا بومن (به سوئدی: Lilla Bommen) یک ساختمان بلندمرتبه در سوئد است که در یوتبری واقع شده‌است.